# Wierzbięta ze Smogulca
Wierzbięta ze Smogulca herbu Grzymała – podkomorzy kaliski w latach 1339–1352, podkomorzy poznański w latach 1335–1338.
Był synem kasztelana rogozińskiego Jakuba Domaradzica. Brał udział w Bitwie pod Płowcami 27 września 1331. Jako świadek uczestniczył w polsko-krzyżackim procesie warszawskim 1339 roku. W swoich zeznaniach podał, że służył Władysławowi Łokietkowi na Kujawach, a księciu Władysławowi Garbatemu w ziemi dobrzyńskiej. Służba ta trwała aż do zdobycia obu tych ziem przez Krzyżaków. Po raz ostatni wystąpił 2 września 1352 jako jeden z sygnatariuszy konfederacji poznańskiej Maćka Borkowica. Zmarł przed 21 stycznia 1357, jak można wnosić z pojawienia się jego następcy na urzędzie.